# Svær
Sværen er huden fra svin eller andre dyr, herunder (især tidligere) huden eller hovedbunden på mennesker.
Nu bruges betegnelsen primært om huden fra svin.
Af sværen fremstilles bl.a. den danske og nordeuropæiske specialitet flæskesvær og den franske specialitet grattons.
Sværen bruges også i pølser, hvor den hjælper til konsistensen.
| Mad og drikke | Spire Denne artikel om mad og drikke er en spire som bør udbygges. Du er velkommen til at hjælpe Wikipedia ved at udvide den. |

| | Denne artikel kan blive bedre, hvis der indsættes et (bedre) billede Hjælp os ved at uploade dit eget billede eller finde et på Internettet. \| Se nærmere om hvordan \| \| ---------------------------------------------------------------------------------------------------------------------------------------------------------------------------------------------------------------------------------------------------------------------------------------------------------------------------------------------------------------------------------------------------------------------------------------------------------------------------------------------------------------------------------------------------------------------------------------------------------------------------------------------------------------------------------------------------------------------------------------------------------------------------------------------------------------------------- \| \| Du kan hjælpe ved at uploade et eller flere af dine billeder til Wikimedia Commons iht. de tilladte licenser og indsætte det/dem i artiklen. Har du ikke selv taget et billede, kan du søge efter eksisterende filer på Wikimedia Commons eller på fx på Flickr - fx med værktøjet Free Image Search Tool. Værktøjet er på engelsk, men du skal blot klikke på linket og derefter på knappen "Do it!". Du kan ændre antallet af viste eksempler ved at rette "5" til fx "25" hvis du ikke fandt et godt billede. Du skal være opmærksom på, at fair use ikke er tilladt på den danske Wikipedia. Er du i tvivl kan du spørge en administrator om hjælp. Kan du ikke finde nogle frie billeder, kan du prøve at spørge ejeren af ikke-frie billeder, om de vil donere et billede. Du kan finde eksempler på forespørgsel her. \| |
| Se nærmere om hvordan | |
| Du kan hjælpe ved at uploade et eller flere af dine billeder til Wikimedia Commons iht. de tilladte licenser og indsætte det/dem i artiklen. Har du ikke selv taget et billede, kan du søge efter eksisterende filer på Wikimedia Commons eller på fx på Flickr - fx med værktøjet Free Image Search Tool. Værktøjet er på engelsk, men du skal blot klikke på linket og derefter på knappen "Do it!". Du kan ændre antallet af viste eksempler ved at rette "5" til fx "25" hvis du ikke fandt et godt billede. Du skal være opmærksom på, at fair use ikke er tilladt på den danske Wikipedia. Er du i tvivl kan du spørge en administrator om hjælp. Kan du ikke finde nogle frie billeder, kan du prøve at spørge ejeren af ikke-frie billeder, om de vil donere et billede. Du kan finde eksempler på forespørgsel her. | |